# Franco Calabrese
Franco Calabrese (Palerm (Sicília), 22 de juliol, 1923 – Lucca (Toscana), 13 de novembre, 1992) va ser un cantant de baix italià.

## Biografia
Calabrese va créixer a Lucca, graduant-se a l'Institut Boccherini el 1947. Va fer el seu debut escènic al Teatre Comunale de Florència. El 1952, va debutar a La Scala com Angelloti al famós Tosca de Sabata.
Va ser especialment conegut pels seus papers de Mozart i Rossini, i sobretot els de Don Alfonso a Così fan tutte i el comte Almaviva a Les noces de Fígaro. Calabrese va aparèixer en aquest darrer paper en el conegut enregistrament de 1955, amb Sesto Bruscanini, Graziella Sciutti i l'Orquestra del Festival de Glyndebourne, sota la batuta de Vittorio Gui.
Després de retirar-se del cant, va ensenyar art escènic al mateix Institut Boccherini de Lucca, on els seus alumnes incloïen, entre d'altres, Graziano Polidori, Giancarlo Ceccarini, Francesco Facini i Enrico Facini.

## Discografia (incompleta)
- Tosca, amb Maria Callas i Giuseppe di Stefano. Victor de Sabata cond. a La Scala, EMI, 1952[3]
- Les noces de Figaro, amb Sesto Bruscanini i Graziella Sciuti. Vittorio Gui cond. a Abbey Road Studios, HMV, 1955[6]
- La traviata, amb Anna Moffo i Richard Tucker. Fernando Previtali cond. al The Rome Opera, RCA, 1960[7]
- La bohème, amb Mirella Freni i Luciano Pavarotti, Thomas Schippers cond. a "the RAI Auditorium in Rome," 1969[8]